# Campeonato Mundial de Handebol Feminino de 1965
O Campeonato Mundial de Handebol Feminino de 1965 foi a 3ª edição do Campeonato Mundial de Handebol Feminino. Foi disputado na República Federal da Alemanha de 7 a 13 de novembro de 1965, organizado pela Federação Internacional de Handebol (IHF) e pela Federação Alemã de Handebol.

## Qualificação
Sede
- Alemanha Ocidental

Campeã do Campeonato Mundial de Handebol Feminino de 1962
- Romênia

Qualificada da Ásia
- Japão

Qualificada da Europa
- Checoslováquia
- Dinamarca
- Hungria
- Iugoslávia
- Polônia

## Fase Preliminar
|  | Classificado para final                               |
|  | Disputam o jogo de classificação para 3° e 4° lugares |
|  | Disputam o jogo de classificação para 5° e 6° lugares |
|  | Disputam o jogo de classificação para 7° e 8° lugares |

### Grupo A
| Pos | Equipe             | Pts | J | V | E | D | GP | GC | SG  |
| --- | ------------------ | --- | - | - | - | - | -- | -- | --- |
| 1   | Iugoslávia         | 6   | 3 | 3 | 0 | 0 | 28 | 15 | +13 |
| 2   | Alemanha Ocidental | 4   | 3 | 2 | 0 | 1 | 26 | 20 | +6  |
| 3   | Dinamarca          | 2   | 3 | 1 | 0 | 2 | 21 | 27 | −6  |
| 4   | Japão              | 0   | 3 | 0 | 0 | 3 | 21 | 34 | −13 |

| 07 de Novembro | Iugoslávia | 11–6 | Dinamarca | Berlim Ocidental |
| 07 de Novembro | (7–4)      |      |           | Berlim Ocidental |
| 07 de Novembro |            |      |           | Berlim Ocidental |

| 07 de Novembro | Alemanha Ocidental | 15–7 | Japão | Berlim Ocidental |
| 07 de Novembro | (8–1)              |      |       | Berlim Ocidental |
| 07 de Novembro |                    |      |       | Berlim Ocidental |

| 09 de Novembro | Dinamarca | 10–9 | Japão | Hannover |
| 09 de Novembro | (5–4)     |      |       | Hannover |
| 09 de Novembro |           |      |       | Hannover |

| 09 de Novembro | Iugoslávia | 8–4 | Alemanha Ocidental | Hannover |
| 09 de Novembro | (3–2)      |     |                    | Hannover |
| 09 de Novembro |            |     |                    | Hannover |

| 11 de Novembro | Alemanha Ocidental | 7–5 | Dinamarca | Bochum |
| 11 de Novembro | (2–2)              |     |           | Bochum |
| 11 de Novembro |                    |     |           | Bochum |

| 11 de Novembro | Iugoslávia | 9–5 | Japão | Bochum |
| 11 de Novembro | (5–3)      |     |       | Bochum |
| 11 de Novembro |            |     |       | Bochum |

### Grupo B
| Pos | Equipe         | Pts | J | V | E | D | GP | GC | SG  |
| --- | -------------- | --- | - | - | - | - | -- | -- | --- |
| 1   | Hungria        | 6   | 3 | 3 | 0 | 0 | 31 | 15 | +16 |
| 2   | Checoslováquia | 3   | 3 | 1 | 1 | 1 | 27 | 22 | +5  |
| 3   | Romênia        | 2   | 3 | 0 | 2 | 1 | 18 | 21 | −3  |
| 4   | Polônia        | 1   | 3 | 0 | 1 | 2 | 16 | 34 | −18 |

| 07 de Novembro | Romênia | 4–4 | Polônia | Offenburg |
| 07 de Novembro | (4–3)   |     |         | Offenburg |
| 07 de Novembro |         |     |         | Offenburg |

| 07 de Novembro | Hungria | 7–4 | Checoslováquia | Offenburg |
| 07 de Novembro | (3–0)   |     |                | Offenburg |
| 07 de Novembro |         |     |                | Offenburg |

| 09 de Novembro | Hungria | 9–6 | Romênia | Freiburg |
| 09 de Novembro | (7–5)   |     |         | Freiburg |
| 09 de Novembro |         |     |         | Freiburg |

| 09 de Novembro | Checoslováquia | 15–7 | Polônia | Freiburg |
| 09 de Novembro | (10–1)         |      |         | Freiburg |
| 09 de Novembro |                |      |         | Freiburg |

| 11 de Novembro | Romênia | 8–8 | Checoslováquia | Dortmund |
| 11 de Novembro | (6–4)   |     |                | Dortmund |
| 11 de Novembro |         |     |                | Dortmund |

| 11 de Novembro | Hungria | 15–5 | Polônia | Dortmund |
| 11 de Novembro | (6–4)   |      |         | Dortmund |
| 11 de Novembro |         |      |         | Dortmund |

## Fase Final

### Decisão do 7º lugar
| 13 de Novembro | Japão | 6–5 | Polônia | Dortmund |
| 13 de Novembro | (4–1) |     |         | Dortmund |
| 13 de Novembro |       |     |         | Dortmund |

### Decisão do 5º lugar
| 13 de Novembro | Dinamarca | 10–9 | Romênia | Dortmund |
| 13 de Novembro | (6–4)     |      |         | Dortmund |
| 13 de Novembro |           |      |         | Dortmund |

### Decisão do 3º lugar
| 13 de Novembro | Alemanha Ocidental | 11–10 | Checoslováquia | Dortmund |
| 13 de Novembro | (7–7)              |       |                | Dortmund |
| 13 de Novembro |                    |       |                | Dortmund |

### Final
| 13 de Novembro | Hungria | 5–3 | Iugoslávia | Dortmund |
| 13 de Novembro | (3–2)   |     |            | Dortmund |
| 13 de Novembro |         |     |            | Dortmund |

## Classificação Final
| Rank | Seleções           |
| ---- | ------------------ |
|      | Hungria            |
|      | Iugoslávia         |
|      | Alemanha Ocidental |
| 4    | Checoslováquia     |
| 5    | Dinamarca          |
| 6    | Romênia            |
| 7    | Japão              |
| 8    | Polônia            |

|  | Classificada para o Campeonato Mundial de Handebol Feminino de 1971 |

| Campeãs Mundiais Femininas de Handebol 1965 Hungria Primeiro Título Elenco: Györgyné Gurics, Ágnes Babos, Erzsébet Bognár, Györgyné Csenki, Magdolna Jóna, Ágnes Hanus, Erzsébet Lengyel, Jenőné Schmidt, Anna Rothermel, Márta Balogh, Károlyné Hajek, Márta Giba, Ilona Ignácz, Józsefne Romhányi. Treinador: Bódog Török |

## Ligações Externas
- International Handball Federation.info (em inglês)